# إبراهيم جمعان
إبراهيم جمعان القرني (مواليد 6 نوفمبر 1996) هو لاعب كرة قدم سعودي يلعب حاليًا في نادي قلوة.